# Madhuca malaccensis
Madhuca malaccensis (C.B.Clarke) H.J.Lam è un albero della famiglia delle Sapotacee.
L'albero prende il nome dalla regione della Malacca, nella penisola malese.

## Descrizione
Cresce fino a un'altezza di 25 metri, con un diametro del tronco fino a 45 centimetri. La corteccia è di color marrone grigiastro. Le infiorescenze portano a far crescere fino a otto fiori. I frutti sono oblunghi, lunghi fino a 2,7 centimetri.

## Distribuzione e habitat
M. malaccensis si trova in Thailandia, Sumatra, Malaysia e Borneo.
L'habitat in cui cresce è una foresta di pianura mista a dipterocarpo, dal livello del mare a 50 metri di altitudine.